# Mixi
mixi（ミクシィ）は、株式会社MIXIが運営するソーシャル・ネットワーキング・サービス。2004年3月にサービス開始。

## 歴史
サービス名の由来は、「mix（交流する）」と「i（人）」を組み合わせた造語で、「人と交流する」という意味から来ている。
サービス開始の2004年から2010年までは、既に入会している登録ユーザーから招待を受けないと利用登録ができないという、完全招待制を採用していた。この方式は、ユーザーそれぞれの素性が明らかになり、健全で安心感のある居心地の良いコミュニティを維持することを目的としていた。
自分のアカウントページを開設し、知人や仲間たちと手軽に会話することができ、様々なジャンルの掲示板が用意されたmixiは、それまでにない閉鎖的な秘密サークル的なコンテンツサービスとして2004年から2010年にかけて、大きな人気を得た。
イー・マーキュリー（現株式会社MIXI）の調査によれば、2005年12月時点で男女比率は男性が52.2%、女性が47.8%。年齢層で最も多いのは20〜24歳の33.8%、次いで25〜29歳が28.4%、30〜34歳が17.6%。最終ログインが3日以内のアクティブユーザーの割合は、2005年12月時点で全ユーザー数の70%を占め、2007年5月時点では64%となっていた。2006年時点での平均利用時間は3時間29分で日本ドメインでは2位となっていた。ユーザー数は2009年9月30日時点で約1,792万人。月間ページビューはPC版約45.2億、モバイル版約114.4億、合計159.6億であった。
ビジネスマン、作家、政治家、タレント、歌手なども利用していた。中にはファンを集めたコミュニティをタレント自ら立ち上げてオフ会を開催したり、mixi内で宣伝活動するなど積極的な利用もあった。宇多田ヒカルは2006年4月11日に自身のウェブサイト上でmixiの登録ユーザーであると公表したところ、多数のユーザーからメッセージが殺到し、宇多田はmixiを退会した。また、同年11月29日の朝日新聞朝刊でmixiが紹介された際、サンプラザ中野くんがmixiに参加していることが書かれていた。かつては選挙期間中に候補者が「足あと」を残すだけで公職選挙法に抵触する恐れがあるとして、選挙期間中はmixiでの活動を休止する場合があった（インターネット選挙運動#日本の状況も参照）。
2010年に完全招待制を廃止し、登録制に移行した。ITジャーナリストの高橋暁子は、招待制廃止によって「業者やスパム、ナンパ目的のようなユーザーがどんどん入ってくるようになり、特別感も信頼感も失われていってしまった」と指摘している。
2011年には、「足あと機能」が廃止される一方で、他社で人気の機能を次々に搭載していった。高橋は、「足あと機能」を肯定的に評価した上で、「mixiだけの良さ」が失われていったとし、この改革がmixi人気の衰退を決定づけるものとなったと指摘した。
また、同時期にFacebookやTwitter、スマートフォンが国内で普及し始めたことで、高橋は「mixiの変わりようについていけなくなったユーザーはFacebookやTwitterに流れていってしまいました」、「mixiはスマホに対応するのがとにかく遅かった」とも指摘した。
2020年代にはコアなマニアが集う場所として価値を見出す人も増えている。2023年になり、Twitterの不具合や誤凍結が相次いだことでTwitterの先行きに不安を感じたユーザーが他SNSにもアカウントを開設する動きが広まり、流入先の1つとして再び注目されることとなった。

### アカウント登録
サービス開始当初はフリーメールを持っていないと登録できなかったが、2006年12月4日より携帯電話のメールアドレスでも登録可能となった。2007年3月27日からはフリーメールのアドレスによる登録には、携帯電話のメールアドレスを併せて登録することが必須となった。
これは複数アカウント所持を防ぐ目的での措置で、この時点では既存アカウントに対して携帯電話のメールアドレス登録を求めるものではないとしていたが、その後全てのメールアドレスについて、携帯電話のメールアドレスと端末固有情報の登録が必須となった。
スマートフォンからの登録も不可能になっていたが、2010年9月にiPhoneからは「@i.softbank.jp」のメールアドレスを使用した場合のみ、さらに2011年2月21日から、Android端末からも新規登録できるようになった。なお、利用規約に違反しアカウントが停止された場合は理由の如何を問わず、そのアカウントで使用していたメールアドレス及び携帯電話端末からの再入会はできない。
2013年からはフリーメールでも新規登録可能となった。

### 年齢制限
2008年12月までは、利用規約により18歳未満の者の参加は禁止されていたが、2008年12月10日より15歳未満に引き下げられた。ただし、以下の制限が設けられている。
- 友人検索機能が利用不能
- 日記公開範囲の標準設定が「友人まで公開」となる（変更可能）
- 18歳未満の者に相応しくない広告が非表示となる

18歳未満の者が18歳以上であると詐称して登録した場合であっても、携帯フィルタリングサービスを契約している端末からアクセスした場合は、同様の制限がなされる。

## 沿革
- 2004年
  - 2月 - サービス開始（プレオープン）
  - 3月3日 - 公式オープン。機能は、SNSとしてのリンクとmixi日記のみ
  - 8月5日 - カレンダー機能を追加
  - 9月16日 - mixiモバイル開始
- 2005年
  - 1月27日 - mixiプレミアム開始
- 2006年
  - 2月8日 - mixiニュース開始
  - 5月22日 - mixiミュージック開始
  - 9月14日 - 株式会社ミクシィ上場
  - 10月4日 - 三洋電機社員の画像が流出、ネット上におけるミクシィの大不祥事発生、日刊ゲンダイ等各メディアで報道され問題に
- 2007年
  - 2月5日 - mixi動画開始
  - 4月26日 - 日記キーワードランキング開始
  - 5月10日 - PCで絵文字対応
  - 11月2日 - OpenSocialへの賛同を表明（オープンβの開始は1年5ヶ月後）
  - 12月3日 - フォトアルバムにラクガキ機能を追加
  - 12月4日 - モバイル検索連動型広告を開始
  - 12月7日 - mixi公認コミュニティを利用した商品発売を開始
  - 12月20日 - mixiモバイルにて無料ゲームコンテンツの提供を開始
  - 12月20日 - mixiモバイルにてコンテンツ連動型広告を開始
- 2008年
  - 2月28日 - OpenIDへの参加を表明（提供開始は半年後）
  - 7月30日 - iPhone, iPod touchアプリを提供開始
  - 8月4日 - エコー（現ボイス）開始
  - 8月20日 - mixi OpenID提供開始
  - 10月16日 - mixi ウィジェット(NetFront Browser Widgets)提供開始
  - 10月30日 - ソフトバンク向けのmixiウィジェットを提供開始
  - 11月28日 - ミクシィ年賀状を開始
  - 12月10日 - 年齢制限を15歳以上に引き下げた
  - 12月11日 - mixiアプリのパートナー向けβ版公開（開発者向けに公開）
  - 12月15日 - mixiモバイルでデコメッセージ開始
- 2009年
  - 4月8日 - mixiアプリのオープンβを開始
  - 9月17日 - エコーをボイスに名称変更し、正式サービスにした
  - 10月27日 - mixiアプリモバイル開始
  - 11月26日 - mixi同級生開始
- 2010年
  - 1月6日 - ミクコレ開始
  - 1月20日 - mixiキーワード開始
  - 3月1日 - 招待状無しで登録可能になる
  - 4月15日 - Gmailのアドレス帳と連携開始
  - 5月11日 - mixiカレンダー開始
  - 5月24日 - BlackBerry対応アプリケーション提供開始 [19]
  - 5月31日 - mixiタッチ開始
  - 6月3日 - mixiフォト開始
  - 6月10日 - ボイスでTwitterのフィードの取り込みが可能になる
  - 6月28日 - mixi同僚ネットワーク開始
  - 9月6日 - mixiチェック、mixiチェックイン開始
  - 9月10日 - mixiアプリのスマートフォン版を開始し、mixi Plugin、mixi Graph API を発表。中国・韓国のSNSとの業務提携を発表
  - 10月5日 - mixi新着通知がiコンシェルに対応「ミクインフォ」提供開始 [20]
  - 12月24日 - Androidアプリを提供開始 [21]
- 2011年
  - 8月31日 - ロゴを新デザインに変更。mixiページを提供開始。
- 2020年
  - 5月18日 - mixiページ機能を8月31日をもって終了することを発表。なお、インターネット上ではmixi本体がサービス終了するとの勘違いが多く発生した[22][23]。
- 2021年　
  - 11月24日 - ガラケー版mixiのサービスが終了、PC版及びスマートフォン版はサービスを継続している。

## 機能

### 提供中の機能・サービス
友人
登録可能な上限は1000件。mixi上の自分以外のユーザを専用のリストに登録する事が出来る。2011年9月までこの友人機能を「マイミクシィ」と表記していたため、通称は「マイミク」である。どちらかが相手側に友人の申請をし、相手が承認した際に成立してリストに追加される。申請・承認と同時に相手にメッセージを送ることもできる。友人（マイミク）が0の状態で一定期間が経過するとアカウントが削除されるとされている。また、mixiの招待状を通じてユーザが新規登録を行った場合、そのユーザが自動で追加されるが、追加後3ヶ月間は友人から外す事は出来ない。招待状をもらった場合、ID番号は基本的に新しい番号が割り当てられるが、一度退会したメールアドレスで再利用登録した場合は再び同じID番号が割り当てられる。その際、旧データは復帰せず、新規登録と同じく白紙の状態から始まる。

日記
mixi標準の日記で書くのはもちろん、PC専用になるが他社のブログを設定することもできる。また、YouTubeやニコニコ動画、Googleマップといったコンテンツを貼り付けることができる。
コミュニティ
「コミュニティ」と呼ばれるグループに所属することにより、同じ趣味や同じ環境のユーザーが集まり交流できる。2009年11月29日現在、コミュニティ数は360万を超えており、その中で最も多いメンバーを抱えるコミュニティのメンバー数は約45万人である。また「mixi公認コミュニティ」という企業が運営するコミュニティも存在する。
フォト
写真をアップロードすることのできるサービス。ここに上げた写真をmixi日記に貼ることもできる。
レビュー
商品・作品などの感想・評価を書き込むことができる。一部を除きモバイル対応。
ニュース
「mixiニュース」という報道機関やスポンサーサイトの最新ニュースを閲覧するコーナーがあり、ユーザーはそのニュースに関する日記を書くことができる。
mixiアプリ
2009年8月25日よりパソコン版が、10月27日よりモバイル版がサービス開始。mixi上で個人や企業などの第三者がゲームやチャットなどのサービスを提供できる。アプリによって利用可能な環境がパソコン専用、モバイル専用、パソコン・モバイル共通に分かれている。2009年7月1日から11月2日までmixiアプリのコンクール「ソーシャルアプリケーションアワード」が行われ、11月10日に各賞が発表された。
ボイス
2008年8月に「エコー」として試験を開始。最大全角150文字でひとことコメントをつぶやくことができる。当初は期間限定サービスの予定であったが、同年9月以降も継続してサービスを供用、2009年9月17日より「mixiボイス」という名称に改められ正式サービス化された。Twitterとの連携機能を持っている。
キーワード
2010年1月20日に開始。1ユーザにつき1キーワードを設定することでユーザ検索が効率化する。
メッセージ
他のユーザーとメッセージのやりとりができる。スパム送信を防ぐため、受信範囲を「友人の友人」または「友人のみ」のすることも可能。
アクティビティ（最近の動き）
自分およびマイミクシィによるマイミクシィ追加・コミュニティ参加の情報を「最近の動き」として伝え合う機能。2010年12月1日の開始当初は公開範囲の設定が不可能だったが、ユーザーの反発を受けて12月3日に一旦停止され、12月13日に情報公開のオン・オフを選択可能にした上で再開された。設定で「利用しない」を選択すると、自分の最近の動きがマイミクシィのホームに表示されなくなるが、マイミクシィの最近の動きも自分のホームに表示されなくなる。
mixiモバイル
携帯電話などモバイル機器からもmixiを使うことができる。2006年12月24日にはau（EZweb）、2007年2月5日にはNTTドコモ（iモード）の公式コンテンツとして登録された。その後、2007年4月4日からはウィルコム (PHS) の、同年8月15日からはソフトバンクモバイル（Yahoo!ケータイ）の公式コンテンツとして登録された。
mixiプレミアム
2005年1月27日に提供開始されたmixiの有料オプションサービス。月額330円（税込）で支払い方法はクレジットカードのみ。
2008年11月上旬より、送受信メッセージの保存期間は無料有料を問わず無期限になった。
mixi同級生
自身の卒業した学校を登録して同じ学校の友人を探すことができる。登録できるのは小学校・中学校・高校・高専・大学は各1校のみで、高校以下の場合は自身の卒業年と前後2年以内のユーザーのみ表示される。また一度利用登録を解除すると180日間は再登録できない。2010年8月には利用者が500万人を越えている。
mixiチェック
mixiニュースなどで興味・関心を持った情報を友人（マイミク）に共有することができる。チェックした情報は「最新のチェック」と友人のトップページに表示される。
mixiチェックイン
携帯端末のGPSを利用し、現在いる場所（店舗など）をチェックし情報を共有することができる。GPS機能のない端末では利用できないが、NTTドコモのmixi利用可能端末では位置情報サービス「iエリア」を使うことで利用できる。
公開範囲指定
プロフィールの各項目、日記・写真などの公開範囲を細かく設定できる。
- 全体に公開－すべてのmixiユーザーが閲覧可能
- 友人のみ公開－マイミクのみ閲覧可能
- 友人の友人まで公開－マイミクと、そのマイミクのマイミクが閲覧可能
- 一部の友人まで公開－事前に自身が指定したマイミクのみ閲覧可能
- 仲良しに公開－マイミクの中から親しい人を選んだ仲良しマイミク限定で閲覧可能
- 非公開－他ユーザには一切公開されず、自身のみ閲覧可能
- 閲覧キー入力－フォトアルバムの公開範囲指定。閲覧キー（キーワード）を相手から受け取る。キーを知っていれば誰でも閲覧できるが、知らない場合はマイミクでも閲覧できない。

訪問者
従来の「足あと」機能の代替として、2011年6月13日から新設した。リアルタイムで表示される「足あと」とは異なり、過去1週間分の訪問者のリストを翌週にまとめて表示する。この変更でアクセス日時が表示されなくなり、日記などの閲覧者の把握が困難になった。また表示範囲も「マイミク」「マイミクのマイミク」「mixi同級生登録者」のみに絞られ、それ以外の訪問者はリストに表示されなくなった。2014年9月30日、アクセスカウンター機能を追加。さらに名称を「足あと」に変更した。
mixiページ
2011年8月31日に新設された。企業や著名人などが情報発信に使えるプラットフォームとなっている。
mixiゲーム
mixiアプリのうち、ゲーム分野を独立させたもの。2011年11月にモバイル版を先行公開、同年12月7日よりPC版・スマートフォン版をサービス開始。

### 終了した機能・サービス
ピコミク
モバイル専用のゲームコンテンツ。ジーモードなどが有償提供するゲームの簡易版やテレビ番組や映画などのコラボ企画によるゲームなどが無償で提供されていた。2009年7月31日を以ってサービス終了したが、一部コンテンツはmixiアプリに引き継がれている。
mixiミュージック
2006年5月22日に「音楽でつながる新サービス」として開始。専用ソフトをダウンロードし、PCで再生した音楽の楽曲情報をmixi上に転送して「マイミュージック」ページに表示する。2009年12月10日をもって終了。一部データは申し込みによりCSVデータとしてダウンロードが可能。
足あと
いつ誰が自分のページに訪れたか、また自分がいつ誰のページに訪れたかをリアルタイムで表示する機能。当初は自身が付けた足跡を一切消せなかったが、のちに毎月10件のみ消すことができた。また、特定の数（キリ番やゾロ目など）をあらかじめ定めておくことによって、自分のページへの訪問者がその数になったときにmixiからメールを受け取ることができた。何度か仕様変更を重ねたのち、2011年6月13日に廃止。足あとの代替として「訪問者」が新設された（上記参照）。
公認 有名人アカウント
有名人やキャラクターのアカウントのうち、運営事務局に公認されたもの。マイミクの上限がなく、他ユーザーからの申請は自動的に承認される。誰でもマイミクになれるが、友人一覧が表示できない、アプリの登録ができないなどの制限がある。2011年11月30日をもって公開終了。アカウントは本人サイドが削除しない限りそのまま残されているが、他ユーザーからのアクセスは不可能になった。

## 受賞
- 月刊Yahoo! Internet Guide誌 Web of the Year2005 「年間総合大賞」「話題賞」
- 2005年 日経優秀製品・サービス賞 審査委員特別賞
- 第3回Webクリエーション・アウォード「Web人賞」
- デジタル・コンテンツ・オブ・ジ・イヤー'04「Best Producer/ Director」
- 第19回デジタルコンテンツグランプリ「優秀賞」
- 2006年 ユーキャン新語・流行語大賞トップ10[31]

## 問題点

### 利用ユーザーによる問題

#### プロフィールの詐称
お笑い芸人のヒロシは自身の公式サイトで、自分はmixiに参加しておらず、自身の名を騙る偽者がmixiに存在していることを不快に感じていると発表した。その結果、ヒロシになりすましていた偽者は他のユーザーから批判を受けてmixiを退会した。アンガールズの田中卓志や波田陽区を詐称するユーザーも存在したが、こちらは所属事務所のワタナベエンターテインメントが素早く対応し、両人のmixi参加を所属事務所が公式に否定するとなりすましは退会した。

#### コミュニティ乗っ取り
コミュニティの趣旨やタイトルを書き換えて全く別のコミュニティにしてしまう行為。乗っ取り行為は以前からも見られたが、2006年末頃から多発している。管理者がいないコミュニティの管理権限を取得して内容を書き換えるほか、管理人がいても悪意あるユーザーが対象となるコミュニティを荒らした上で「事態を収拾させる」と偽って管理権を譲り受けて同様の乗っ取りを行う手口もある。mixi運営事務局は2006年12月27日に「副管理人」制度を導入して管理権限の分散化を図り、2007年1月18日には、管理人および副管理人をコミュニティ参加期間が当該コミュニティ設立から連続して3割以上参加しているユーザーに限定した。しかし、mixi新デザイン反対コミュニティ、ダイソー不買運動のコミュニティなど、運営日数の問題上乗っ取られてしまったものも存在する。

#### mixi疲れ
「mixi疲れ」とは、多くのコミュニティやマイミクを登録しているヘビーユーザーが、mixiを介したコミュニケーションに負担を感じ、コメントの投稿や日記の書き込みを突然絶つ行為を指す。野村総合研究所上席研究員の山崎秀夫によると、mixiはコミュニケーションツールとしての側面が強いため、自分に宛てられたコメントに返事をすることが望ましい。これが高じると全てのコメントに返事をすることが義務化し、マイミクの日記も投稿直後に全て読み速やかに返事することが求められているように考えてしまう。結果的、大量にふくれあがるコメントを処理できなくなり、コミュニティの維持そのものを断絶してしまうという。

#### 児童の被害
2010年上半期当時のSNSの三大サイトであったmixi、モバゲー、GREEのの合計被害児童数は、非出会い系サイトの4割、240人超にのぼり、出会い系サイト全体の1.7倍に達した。

### mixiのシステムによる問題
画像のリンク
mixiにログインしていなくても、URLがわかれば画像に誰もがアクセスできる状態となっていたため、画像のURLが2ちゃんねるなど外部の掲示板に暴露されることがあった。その後は画像リンクURLが自動的に生成される仕様に変更され、生成されたURLは一定期間で無効になり画像を閲覧することができなくなった。掲示板やブログなどで画像が曝されることになっても、ごく短時間でみられなくなる。
特定環境における表示不具合
2007年10月1日の午後からmixiのデザインがリニューアルされたが、一部の古いWebブラウザでの表示やアクセスが正しく行われなくなったり、ハングルなどの他言語表示ができなくなる問題が発生した（ただし他言語表示はもともと動作保証されている規格ではない）。また画面が以前よりも明るく表示されるため、眼が疲れる、間延びして見づらい、スクロールする必要が増えて操作性が悪い、不要なツールバーが追加されて誤って操作しやすいなどの問題を指摘する意見が出ており、再変更あるいは元のデザインへ復帰を希望するコミュニティも複数作られた。
mixiの公式発表によると、Microsoft Windows XP、Microsoft Windows Vista、Mac OS X v10.4以降のみが推奨環境OSとしており、Mac OS X v10.3以前のMac OS X、Mac OS 9以前、Linux等では一部もしくはすべてのサービスが利用できないとしている。対応ブラウザもMicrosoft Internet Explorer 6.x 及び 7.x、Safari 3.x、Mozilla Firefox 3.xのみとしており、Opera 及び各Webブラウザの旧版及びベータ版は推奨対象外となっている。実際にはCSSに非常に多くの記述ミスがあるためCSSが適切に処理されず、画面の左側に寄ったり、ブラウザ本来の規定値が適用された結果デザインに影響を与えていた。ユーザーから、元のデザインに戻してほしい、あるいはCSSの不具合を修正してほしい、という要望に対して、のべ27万人の賛同が得られた。
2008年4月1日施行予定の利用規約改定を巡る問題
mixi事務局は利用規約の改定を2008年3月3日に発表、同年4月1日から施行するとした。様々な条項がmixiユーザーの間で問題とされたが、特に新規約18条の問題が報道された。( ウィキニュースに関連記事があります。mixiが利用規約改定案の内容を一部修正)
- ユーザーは株式会社ミクシィに対して、日記等の情報を無償かつ非独占的に使用する権利（複製・上映・公衆送信・展示・頒布・翻訳・改変等）を許諾するものとする。（第18条1項要旨）
- ユーザーは、株式会社ミクシィに対し、著作者人格権を行使しないものとする。（第18条2項要旨）
- 新利用規約の施行前にユーザーによって行われた行為についても本利用規約が適用される。（附則第2項要旨）

これにより、日記・自作小説・画像・動画などのユーザーの著作物が無断で株式会社ミクシィに使われるおそれがあることから、作家や編集者などの著作権と密接な関わりを持つ職業のユーザーを中心に、「これが施行されるようであれば退会も考えなければならない」との声が上がった。
mixi事務局はユーザーの反応及びマスコミの報道に対して、「利用規約改定に関するお知らせ（追記）」を発表し、またマスコミに対して規約改定の必要性の根拠について以下の説明を行った。
- 投稿された日記等の情報が、当社のサーバに格納する際、データ形式や容量が改変されること。
- アクセス数が多い日記等の情報については、データを複製して複数のサーバに格納すること。
- 日記等の情報が他のユーザーによって閲覧される場合、当社のサーバから国内外に存在するmixiユーザー（閲覧者）に向けて送信されること。

mixi 新機能リリース・障害のご報告 利用規約改定に関するお知らせ（追記）より引用
しかしながら本事項は「新機能リリース・障害のご報告」に掲載された事柄であって規約としての強制力はなく、また規約自体がユーザーが有する著作権に対してmixi事務局がほぼ無制限の権利行使の許諾を強要することに変わりはなく、本規約変更に対して否定的な意見を持つ者からは「何の説明にもなっていない」という厳しい意見も見られた。サーバに格納し配信するためだけであれば、著作者人格権の放棄の必要性は全くなく、過去にそのような事を主張して認められた事例もないとの意見もある(前例としてLivedoor社が同様の通達を行ったところ、法的問題を指摘されて撤回した事例がある）。これについて、mixi事務局はimpress社の取材に対して「利用規約に関してはユーザーに理解しやすい内容になるよう、引き続き検討する」とコメントしている。
規約改定を発表後、ミクシィ社の株価は暴落し、前日比12万3000円（10.98%）安の99万7000円まで下落した。同年3月6日には2月の直近安値を割り込み、ストップ安（値幅制限の下限）となる前日比10万円（10%）安の88万4000円まで売り込まれ、昨年9月27日（安値 88万3000円）以来の安値水準を付けた。今月3日の規約変更を発表する直前の2月29日終値（124万円）から、わずか4営業日で下落率は3割近くに達した。 予想外の株価下落による資金流出の事態に対して、ミクシィ社は規約改定内容を再検討した結果を3月19日公表した。条文は、原則として著作権および著作者人格権等の周辺権利はユーザーに帰属するものとし、一部の例外事項を設ける形とした。
規約改定案公表後の同社株価は、2008年3月19日15時00分時点で前日比2万1000円（2.56%）高の84万1000円で下げ止まりとなった。騒動は結果として、規約改訂の事実上の撤回と、株式資産の約3割を失うという形で終結した。
mixiアプリ
開始日に公開されたmixiアプリ『ワタシのドレイちゃん』が、マイミクシィを仮想人身売買するゲームであり、非人道的であると広く批判されて即日削除された（コミュニティーファクトリー#mixiアプリ「ワタシのドレイちゃん」騒動も参照）。また、ソーシャルアプリケーションアワードのグランプリを受賞した「サンシャイン牧場」において、4200人分の個人情報を漏洩した事件があった。ただしmixiアプリは、ソーシャルアプリプロバイダーがそれぞれ製作・管理している。
大規模なアクセス障害の発生
2010年8月10日17時30分頃(JST)より、大規模なアクセス障害が発生した。以前も新機能搭載による短期的なアクセス障害はあったものの、この時のアクセス障害は非常に長期的なものになった。23時30分頃(JST)に一時的には復旧したが、同社からも不安定な状況が続いていると懸念を表した上での再開であった。翌11日11:20分頃(JST)より再びアクセスしにくい状態が続き、再びアクセス障害から復旧するためにメンテナンスを再開した。長期的なアクセス障害かつ普及の目処が立たない状況から、マスメディアでも報道された。
また、「運営会社のミクシィが破産した」とのデマも流れ、一層の混乱を招いた。
8月12日1:50(JST)、全てのユーザーに対してmixiのアクセス利用を開放し、完全復旧をアナウンス。原因は高負荷によるデータキャッシュシステムの不具合であり、その究明に時間がかかったためだとされている。また、今後は再発防止のため負荷軽減に努めると発表した。
新機能の相次ぐ休止
2010年11月30日に「メールアドレスでマイミク登録」というメールアドレスでユーザーを検索できる機能を追加したが、「メールアドレスはmixiに登録しているが、他のユーザーには知られたくない」という声が上がり、同年12月2日に停止された。
2010年12月1日から追加された「友人の最近の動き（アクティビティ情報）」は、マイミクを追加したりコミュニティに参加したりすると、アクティビティがマイミクに自動的に通知されるという機能だが、公開範囲を設定することができなかった。そのためユーザーから反発が相次ぎ、この機能に反対するmixiコミュニティの中には参加者が10万人近くにまで膨れ上がるものもあった。同年12月3日にいったん機能を停止したが、オン・オフを選択可能にした上で再開するとした。この件について、12月3日にはミクシィの笠原社長からコメントが出されている。
アカウント乗っ取りスパム
2018年5月に一部のユーザーのアカウントが不正アクセスの被害に遇いサングラスなどの広告スパムメッセージが撒き散らされた。